# Maják Ristna
Maják Ristna (estonsky: Ristna tuletorn) také alumine Dagerort, stojí na území vesnice/oblasti Ristna na západním pobřeží ostrova Hiiumaa na poloostrově Kõpu v kraji Hiiumaa v Baltském moři v Estonsku. Je ve správě Estonského úřadu námořní dopravy (Veeteede Amet, EVA), kde je veden pod registračním číslem 673.
Maják byl 26. října 1999 zařazen do seznamu estonských památek pod číslem 23379.

## Historie
Dostavbou železnice Petrohrad–Paldiski a zvýšenou lodní dopravou ve Finském zálivu vznikla potřeba zajistit lepší navigační podmínky. Na ostrově Hiiumaa už byl maják Kõpu postavený v roce 1531. Jeho poloha byla nevýhodná. V období mlh nebyl často vidět. Rozhodnutí o výstavbě nového majáku padlo v roce 1873. Z nového místa měl také upozorňovat na ledové kry. Spolu s majákem Ristna byl vybrán maják Tahkuna. Oba majáky byly objednané v zahraničí.
Litinový maják Ristna byl objednán v roce 1873 ve Francii. Jednotlivé litinové segmenty byly dovezeny na poloostrov Kõpu, kde byly složeny a maják byl uveden do služby 1. října 1874. Vysílal bílé světlo. V roce 1888 byl maják vybaven Fresnelovou čočkou třetího stupně a zahájeno vysílání červeného světla. V roce 1900 byla provedena generální oprava a o rok později postavena strojovna pro výrobu elektrické energie a od roku 1902 maják používal elektrické svítilny. Během první světové války byl maják poškozen. V roce 1920 byl opraven, v průběhu opravy byla litinová konstrukce pokrytá betonem. V roce 1998 byl maják rekonstruován a od roku 2005 byl převzat obcí pro podporu cestovního ruchu a v roce 2007 byl zpřístupněn veřejnosti.
Součástí areálu majáku byla mlhová siréna (nautofon) instalována v roce 1884 (první parní v Estonsku) a modernizována na počátku 20. století.

## Popis
Litinová věž je vysoká 30 metry a je ukončená ochozem a lucernou. Maják má červenou barvu.
Maják byl typem jaké navrhoval britský inženýr Alexander Gordon. Tvořily jej dva soustředné tubusy. Vnější o průměru dva metry, tloušťka stěn byla 31,8 mm. Mezi válci vedlo točité schodiště. Vně tubus zpevňovalo osm svislých žeber, které byly zpevněny třemi vodorovnými žebry vzdálenými od sebe 4,9 metrů. Věž byla zakončena válcovou místností o průměru pět metrů, nad ní vybíhá válcová část s lucernou krytou kopulí a ochozem, který byl chráněný litinovým zábradlím. Lucerna s bílou kopulí je vysoká 2,6 metry. V roce 1920 byly odstraněny trubkové podpěry s příhradovou konstrukcí (pohledově vytvářející síť kolem věže). Na venkovní povrch tubusu a žeber byla nanesena vrstva betonu, který měl za úkol zpevnit a chránit litinovou věž proti povětrnostním vlivům. V roce 1997 byl maják plně automatizován.
V areálu majáku se nacházejí obytný dům, pomocné a hospodářské budovy druhé poloviny 19. století, které jsou součástí kulturní památky.

## Data
zdroj
- výška světla 37 m n. m.
- záblesk bílého světla v intervalu 15 sekund

| Barva            | bílá      | červená   | Zdroj |
| Charakteristika  | 3+12=15s  | 3+12=15s  | [ 3 ] |
| Azimut           | 348°–192° | 192°–348° | [ 3 ] |
| Výseč            | 204°      | 156°      | [ 3 ] |
| Dosvit [nm]      | 12        | 8         | [ 3 ] |
| Svítivost [[cd]] | 6300      | 6300      | [ 3 ] |

označení
- Admiralty: C3744
- ARLHS: EST-049
- NGA: 12716
- EVA 673

## Galerie

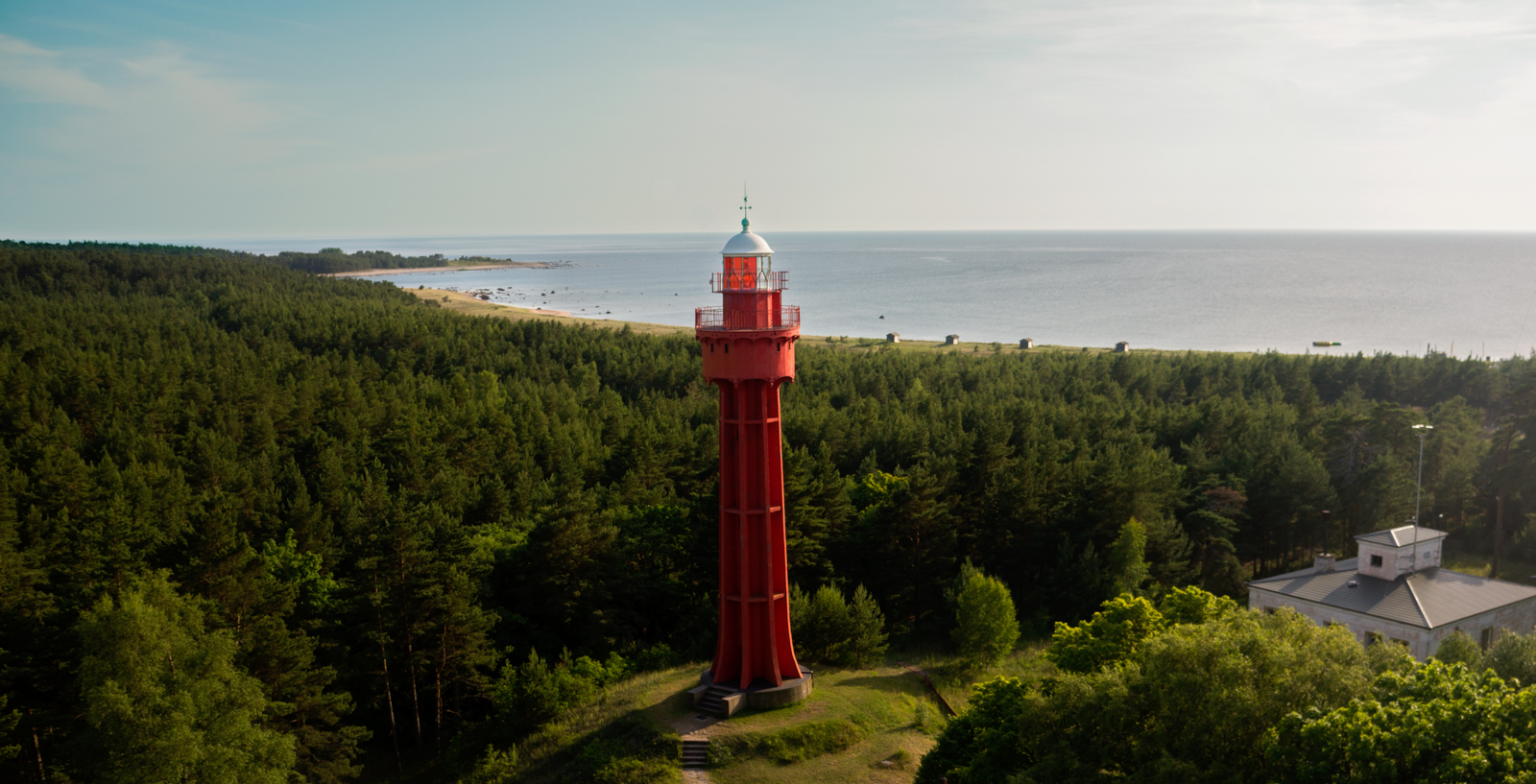
Maják
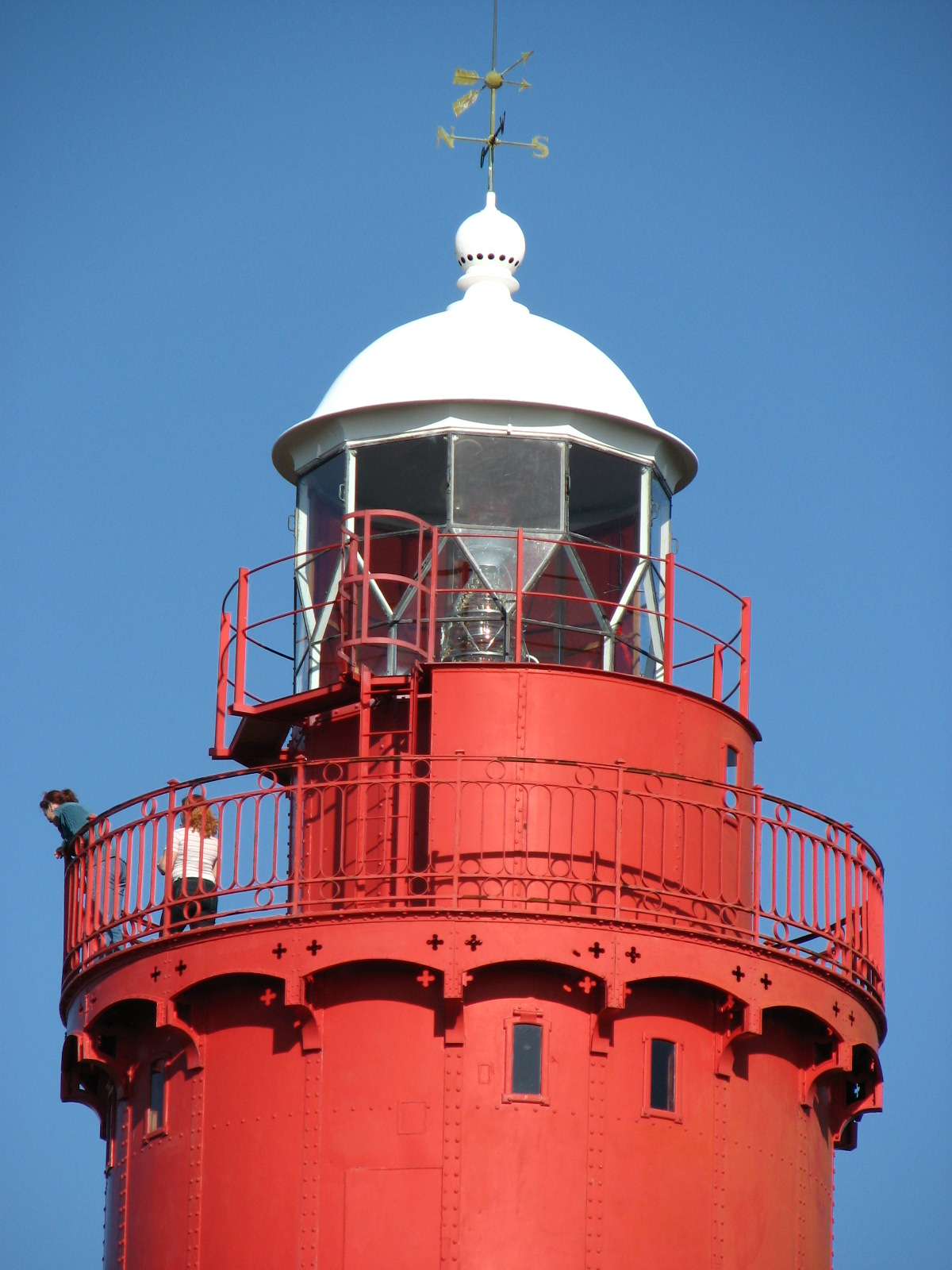
Otevřený ochoz s lucernou
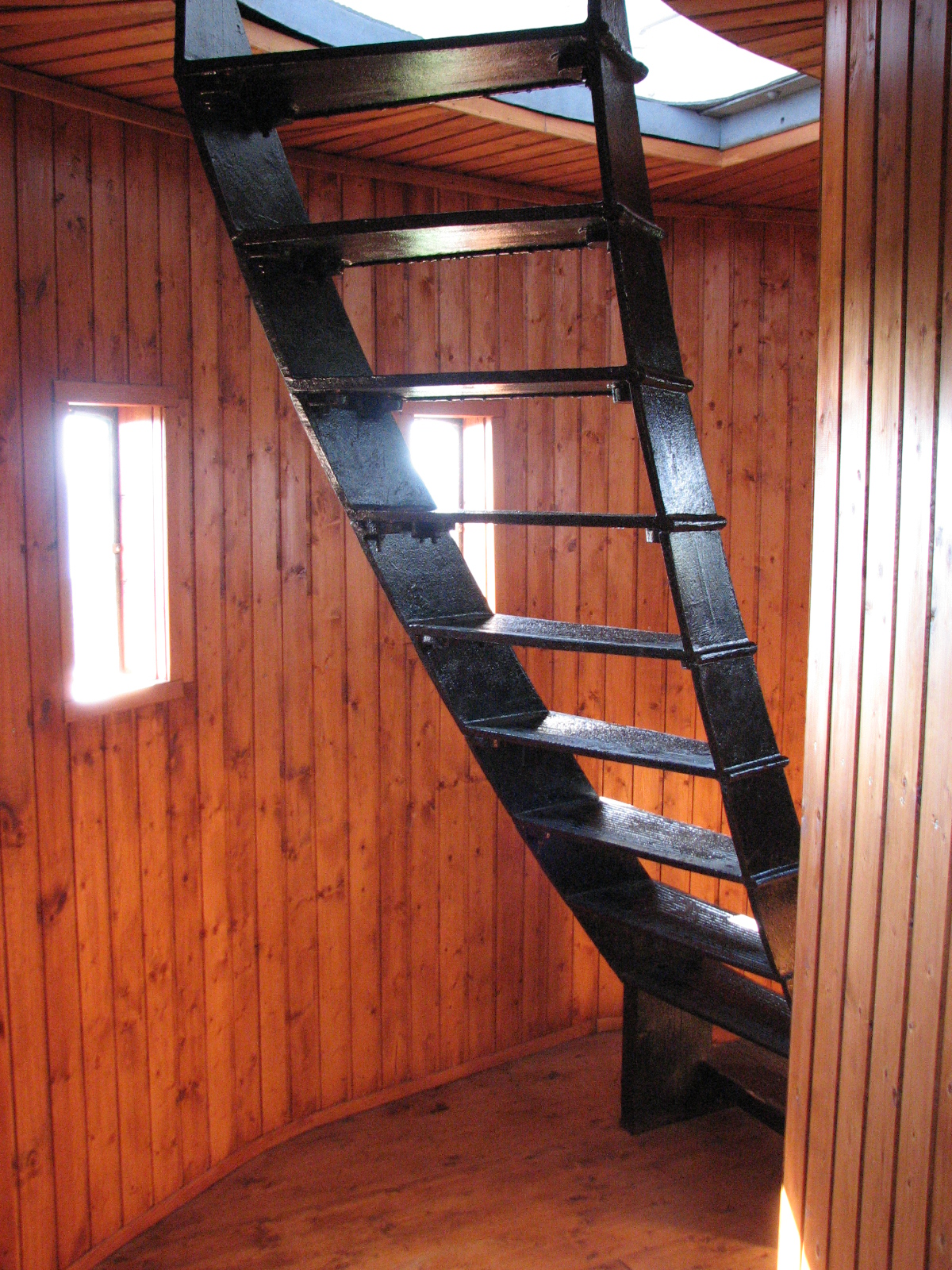
V krytém ochozu lucerny
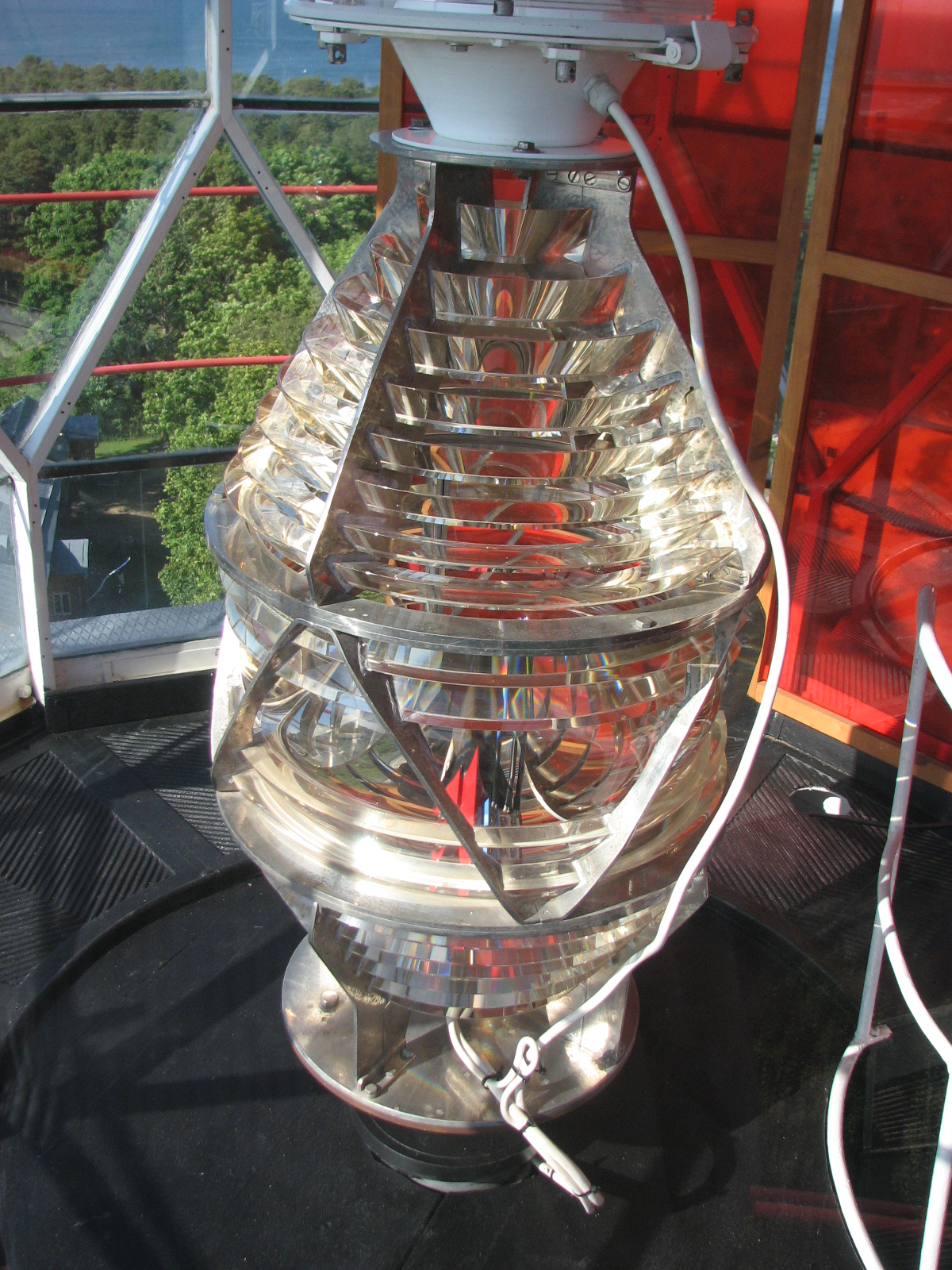
Fresnelova čočka
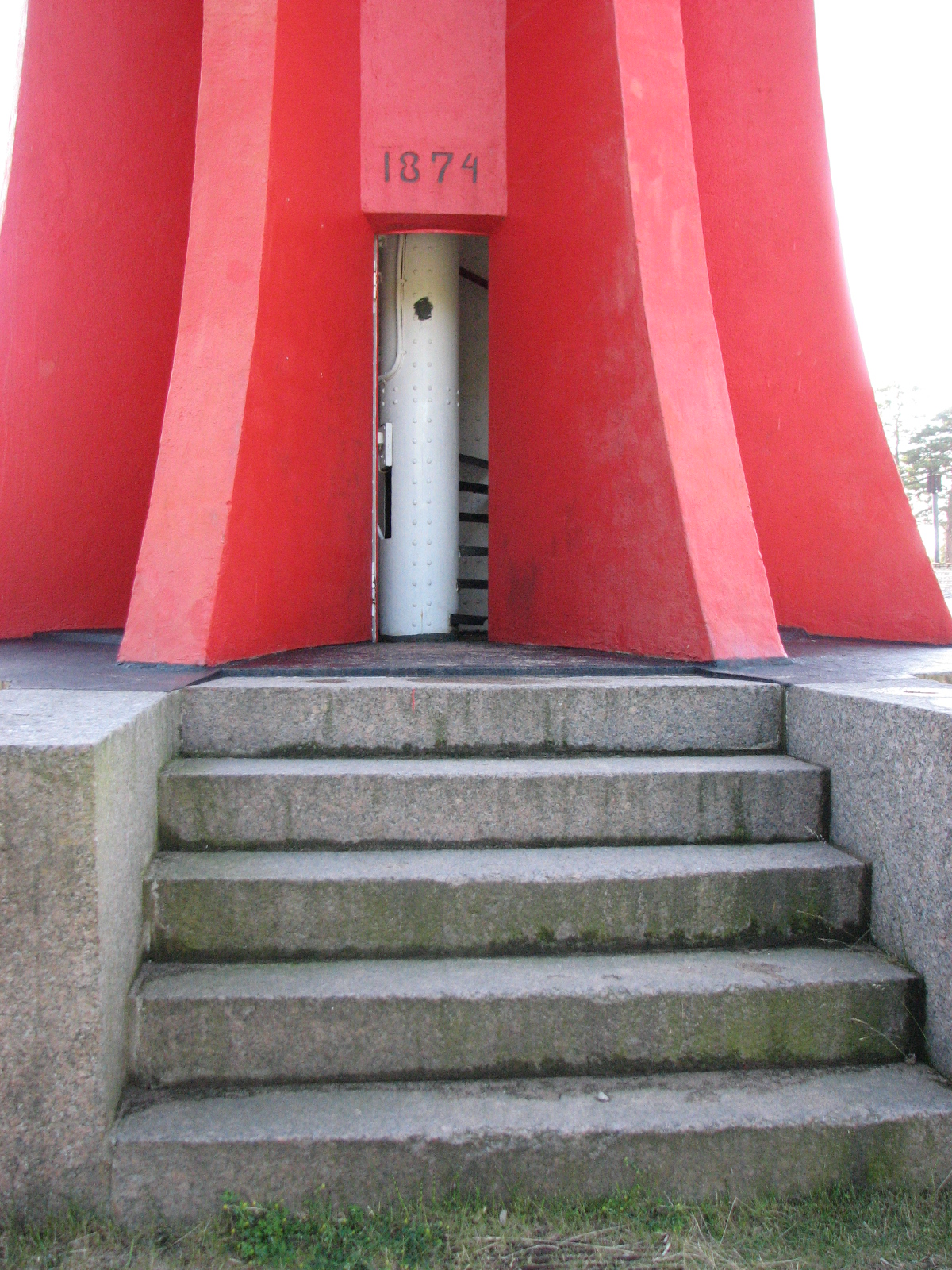
Pata majáku a vchod
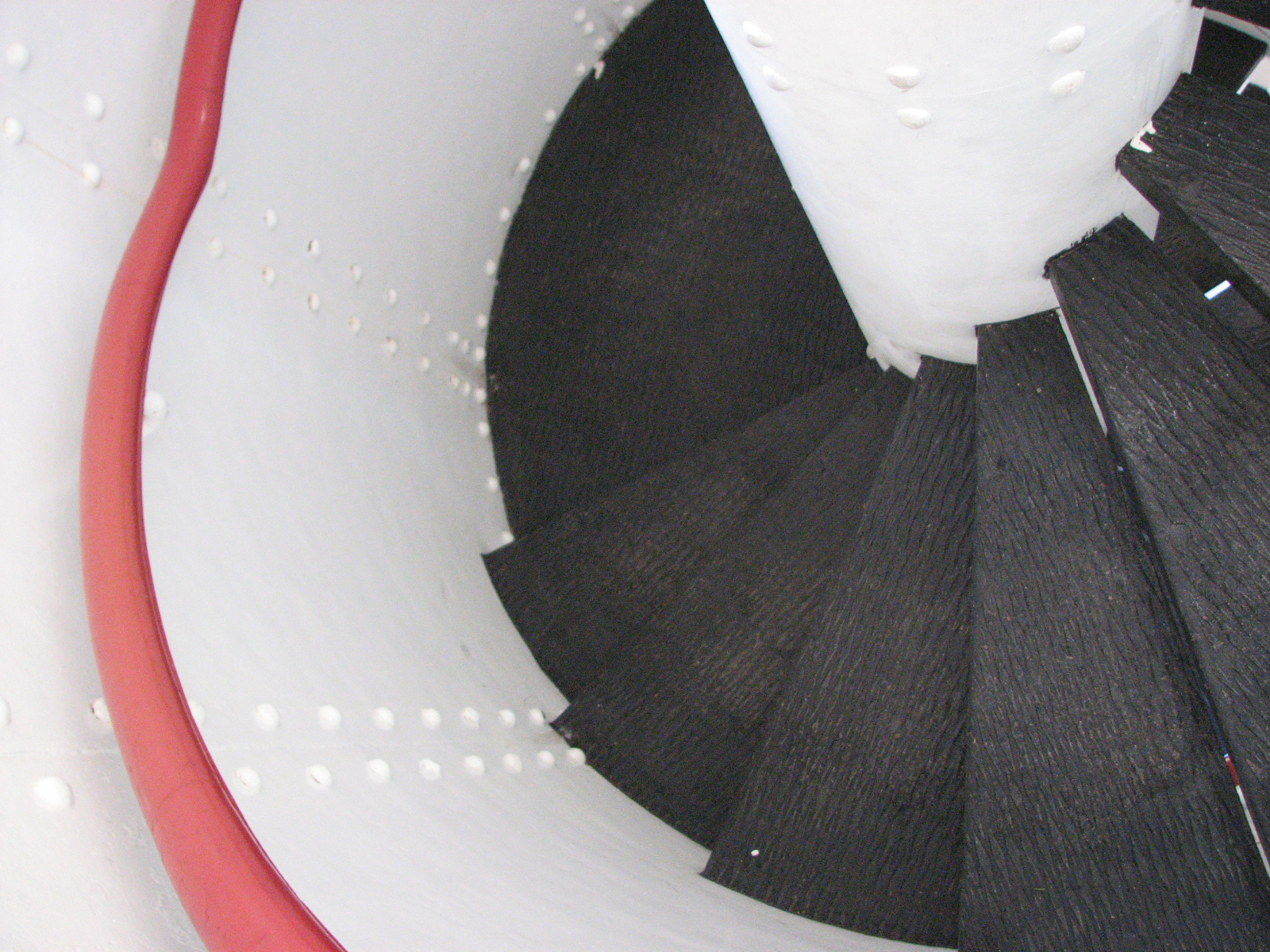
Točité schodiště
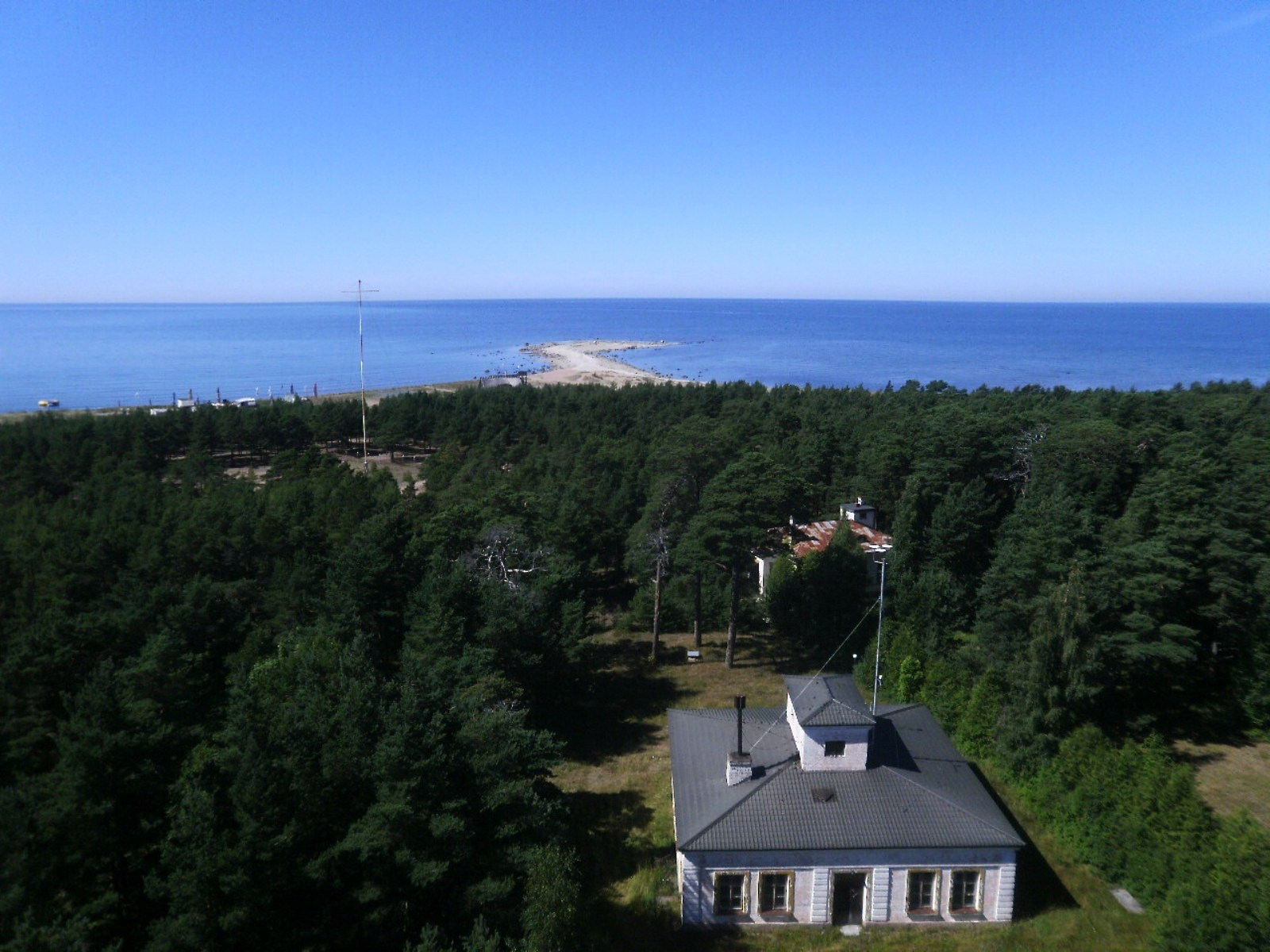
Výhled